# 장의현
장의현(1994년 2월 10일 ~)은 대한민국의 가수다. 2021년 싱글 앨범 [Falling]으로 데뷔했다.

## 방송
- 팬텀싱어 3 (2020) - Top28(27위)

## 음반
- 팬텀싱어3 Episode.3 (2020)
- 팬텀싱어3 Episode.5 (2020)
- Falling (2021)
- This Night (2021)

## 공연
- 팬타스틱 팬미팅 콘서트 (2020)
- 장의현의 재즈 앤 샹송 단독콘서트 (2020)
- 코로나19 극복 희망콘서트 - 순천국제가곡제 (2020)
- 장은훈 작곡 9 style 가곡 음악회 (2020)
- 장의현 재즈 & 캐롤 콘서트 (2021)
- Falling in Euihyun, 장의현 음감회 (2021)

## 작곡
- 장의현 <Falling> (2021)
- 장의현 <This Night> (2021)

## 전시
- 머무는 곳에 대한 이야기 (달믄곳, 제주) (2020)